# Obits
Obits er et rock-band fra USA, der eksisterede fra 2006 til 2015.

## Diskografi

### Album
- I Blame You (2009)
- Moody, Standard and Poor (2011)
- Bed and Bugs (2013)

### Singler
- "One Cross Apiece" / "Put It in Writing" (2008)
- "I Can't Lose" / "Military Madness" (2009)
- "Let Me Dream If I Want To" / "The City Is Dead" (2012)
- "Refund" / "Suez Canal" (2012)
- "Refund (Live)" / "Talking to the Dog (Live)" / "New August (Live)" (2013, 7" vinyl)

### Opsamlingsalbum
- L.E.G.I.T. (2014) [Japanese limited edition singles compilation]

| Musikgruppe | Spire Denne artikel om en amerikansk musikgruppe er en spire som bør udbygges. Du er velkommen til at hjælpe Wikipedia ved at udvide den. |